# 柳華
柳華（？—？），明朝官員、同進士出身。

## 生平
宣德五年（1430年），登進士，授監察御史。福建鄧茂七之亂時，各處部隊戰事不佳，朝廷責問，都指揮鄧安等歸罪于柳華。當時司禮監太監王振急於殺朝廷官員以增加威懾作用，命逮捕柳華。而柳華已出任山東按察使副使，聽到命令后，飲鴆而亡。
後柳華家男丁戍邊，婦女沒入浣衣局。而御史汪澄、柴文顯亦因此連坐得罪。